# 西海酒造

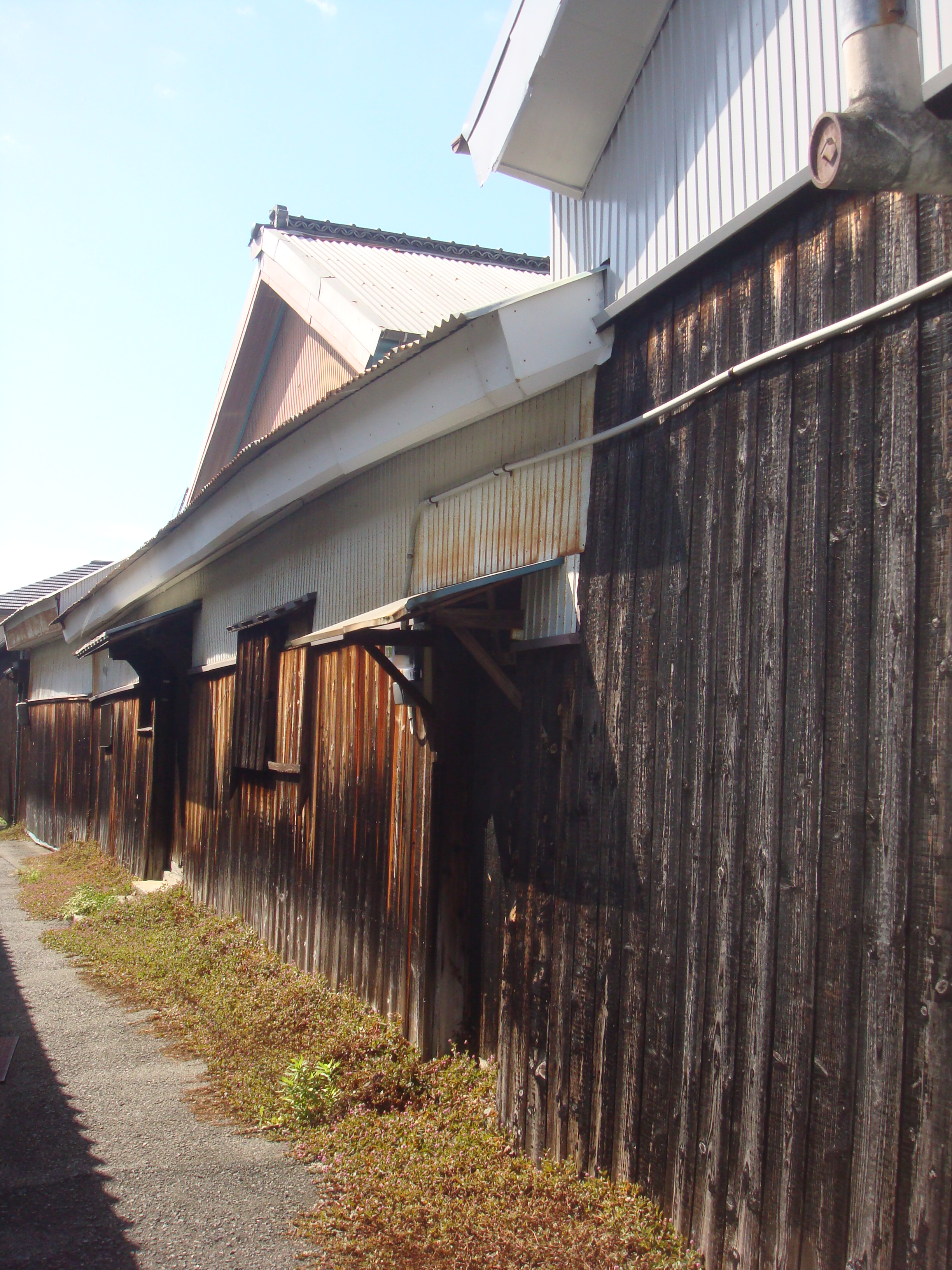
西海酒造東側（2019年10月15日撮影）

西海酒造株式会社（にしうみしゅぞう）は、兵庫県明石市魚住町にある日本酒の蔵元である。
播磨南東部では、良質な米と水に恵まれ江戸時代初期より酒造りが行われている。明石は、神戸の「灘」に対し、「西灘」と呼ばれ、300年以上の歴史がある酒どころで酒造業を営む蔵元が多く存在した。2019年現在、明石市内に酒蔵を持つのは6事業所となった。

## 沿革
- 1716年（享保元年） - 江戸幕府8代将軍徳川吉宗の時代に創業。
- 2019年現在、9代目（西海太兵衛）が襲名している。

## 概要

### 明石の酒造り
明石の酒造りは、江戸時代初期（1673年 - 1681年）延宝年間に江井島の卜部八兵衛が領主の許可を得て酒造を始めたのが酒造りの始めとされている。また、
明石で古くから酒造りが盛んだったのは、高層行基が掘り当てたといわれる井戸水など良質な水が豊富で、播磨地方で作られた山田錦や五百万石などの「酒米」や冬に厳しい寒風が吹く風土など、酒造りに欠かせない多くの要素がそろっていたところによる。—明石の酒造り、明石酒造組合

### 位置
西海酒造は、兵庫県明石市魚住町金ヶ崎に位置し、直線距離でJR西明石駅から北西方向に約4.5キロメートル、JR姫路駅から南東方向に約26キロメートルのところにある。旧山陽道（西国街道）に面し古からの集落の中にある。南側には国道2号が通り、田畑が残るのどかな農業地域となっている。なお、2019年11月15日に同地域における新幹線の新車両基地構想についての報道がされたが、2020年6月15日に明石市はJR西日本から計画案の提示を新型コロナウイルスの影響から延期したいと伝えられていることを明らかにした。

### 特徴
西海酒造では酒蔵近くの自家水田で収穫した山田錦などを酒米とし、米作りから酒造りまでを自からの手で行っている。純米大吟醸と大吟醸は山田錦を100%使用し、手作りの麹と敷地内にある井戸から汲み上げた仕込み水を使って、極低温でじっくりと発酵させている。フルーティーな香りでやや辛口。純米大吟醸は熟成古酒も作っている。

### 空の鶴名前の由来
初代西海太兵衛が、空に舞う美しい鶴に乗って大空を翔る夢を見たことから「空の鶴」と名付けられた。

### 見学
酒蔵の見学には、事前に予約が必要（3月から11月、少人数）。

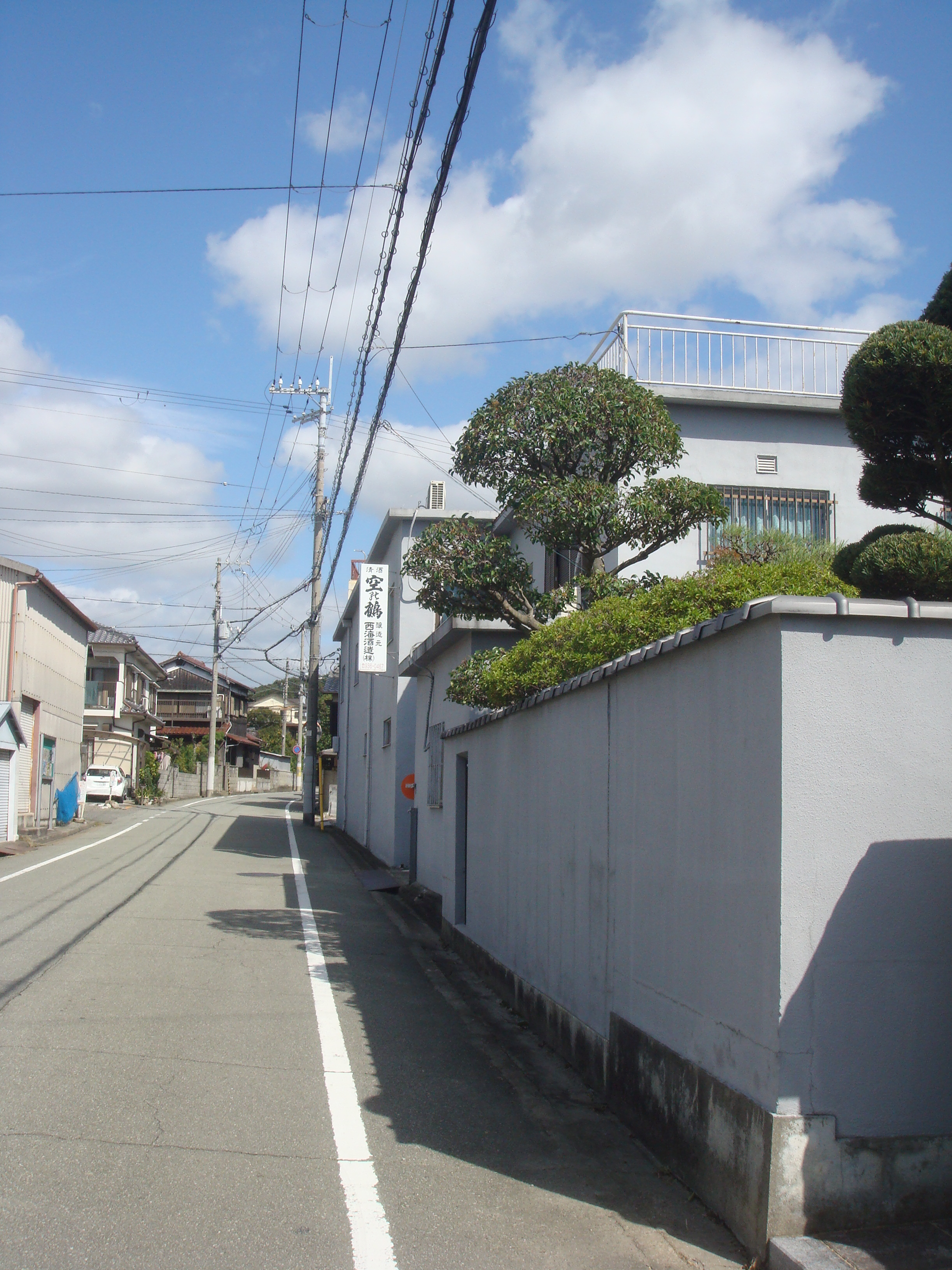
道路側西出入口
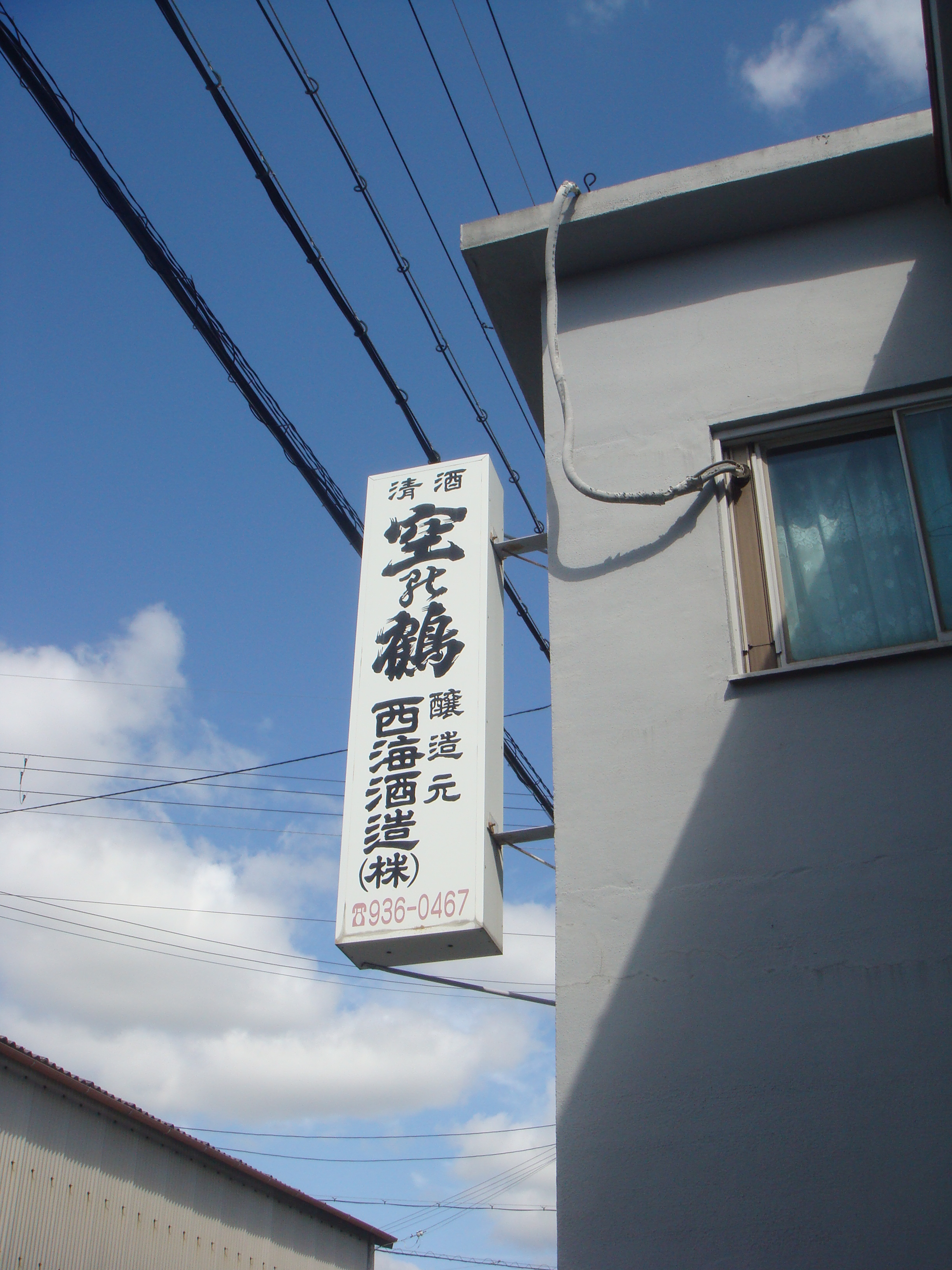
空の鶴の看板
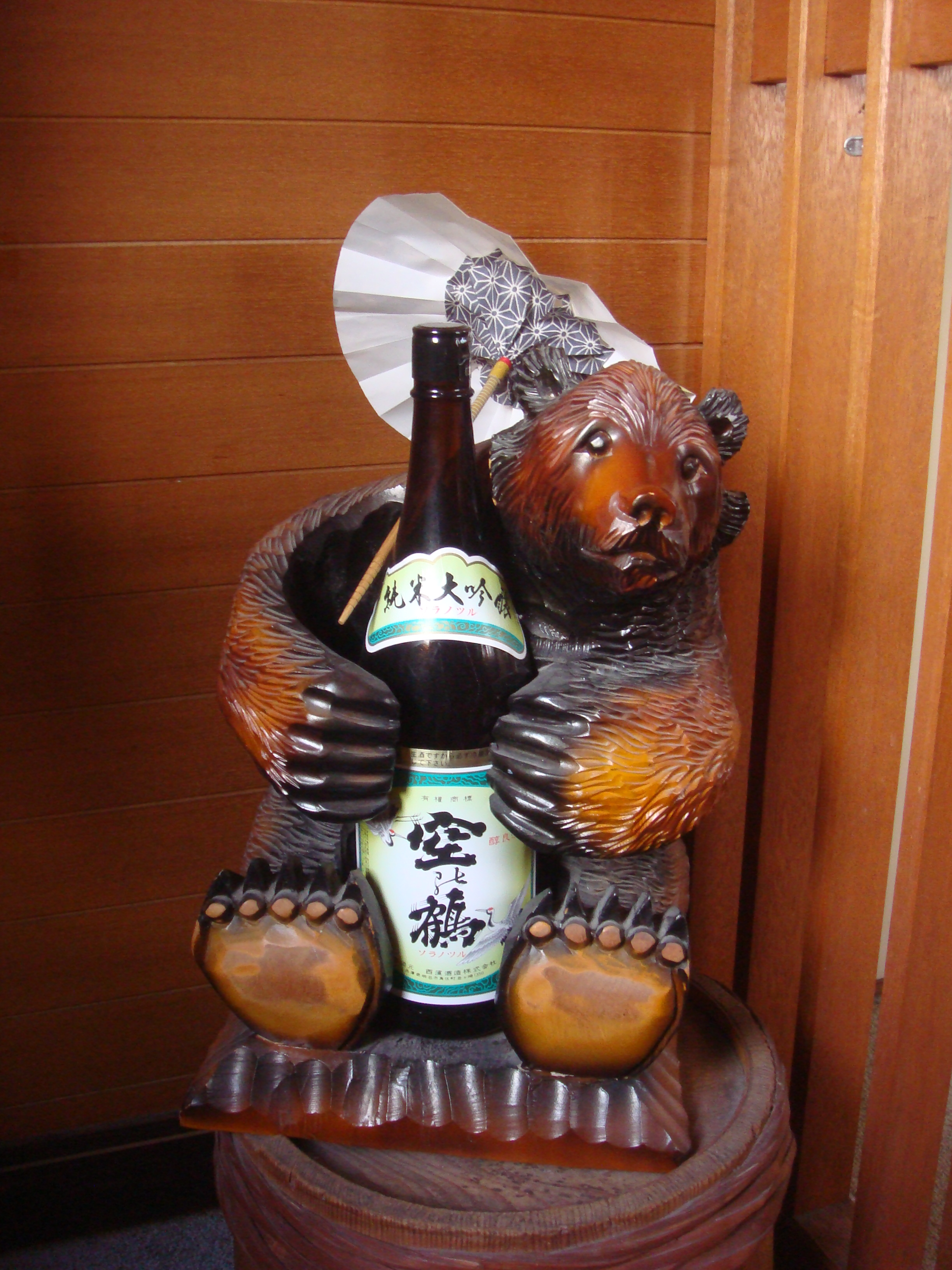
直売所内

## 商品
商品の入手方法は、蔵元直売所での購入・ネット注文・FAX注文・メール注文・地元の販売店など。
- 空の鶴（そらのつる）
  - 純米大吟醸
  - 大吟醸
  - 特別純米
  - 本醸造原酒
  - ライスワイン
- 葛根の花
- 梅酒
- どぶろく

## アクセス
- 鉄道
  - 西日本旅客鉄道山陽本線 大久保駅または魚住駅から徒歩約30分、2キロメートル。
  - 魚住駅からTacoバス 金ケ崎文化センターバス停から徒歩1分。
- 路線バス
  - 神姫バス「金ヶ崎」バス停から徒歩約3分。
- 自動車
  - 第二神明道路大久保ICから約10分。
  - 国道2号 金ケ崎交差点を北に約130メートル。

## 明石市内にある蔵元
明石市内にある蔵元の一覧。
| 名柄名 | 会社名               | 郵便番号 | 住所               |
| ------ | -------------------- | -------- | ------------------ |
| 明石鯛 | 明石酒類醸造株式会社 | 673-0871 | 大蔵八幡町1-3      |
| 来楽   | 茨木酒造合名会社     | 674-0084 | 魚住町西岡1377     |
| 神鷹   | 江井ヶ嶋酒造株式会社 | 674-0065 | 大久保町西島919    |
| 大和鶴 | 大和酒造株式会社     | 674-0065 | 大久保町西島1063-2 |
| 空の鶴 | 西海酒造株式会社     | 674-0071 | 魚住町金ヶ崎1350   |
| 赤石   | 太陽酒造株式会社     | 674-0064 | 大久保町江井島789  |

## 参考資料
- “西海酒造”.   はりま酒文化ツーリズム. 2019年10月28日閲覧。